# Ctenomys dorbignyi
El tucutucu de d'Orbigny (Ctenomys dorbignyi) es una especie de roedor del género Ctenomys de la familia Ctenomyidae. Habita en el nordeste del Cono Sur de Sudamérica.

## Taxonomía
Esta especie fue descrita originalmente en el año 1984 por los zoólogos Julio R. Contreras Roqué y Andrés Oscar Contreras.
Localidad tipo
La localidad tipo referida es: “Paraje Mbarigüí (27°33′S 57°31′W), departamento Berón de Astrada, Corrientes, Argentina”.
Etimología
El término específico es un topónimo epónimo que refiere al apellido de la persona a quien fue dedicada, el naturalista francés Alcide d'Orbigny.
Caracterización y relaciones filogenéticas
Esta especie está relacionada con Ctenomys pearsoni. 

## Distribución geográfica y hábitat
Esta especie de roedor es endémica del nordeste de la Argentina, con poblaciones segmentadas en núcleos geográficos. Habita en sabanas medanosas en altitudes inferiores a 100 m s. n. m.. Tal vez también habite en el noroeste del Uruguay.